# .cf
.cf este un domeniu de internet de nivel superior, pentru Republica Centrafricană (ccTLD).